# Dischista lizleri
Dischista lizleri är en skalbaggsart som beskrevs av Beinhundner 1998. Dischista lizleri ingår i släktet Dischista och familjen Cetoniidae. Inga underarter finns listade i Catalogue of Life.